# Mario Soldati

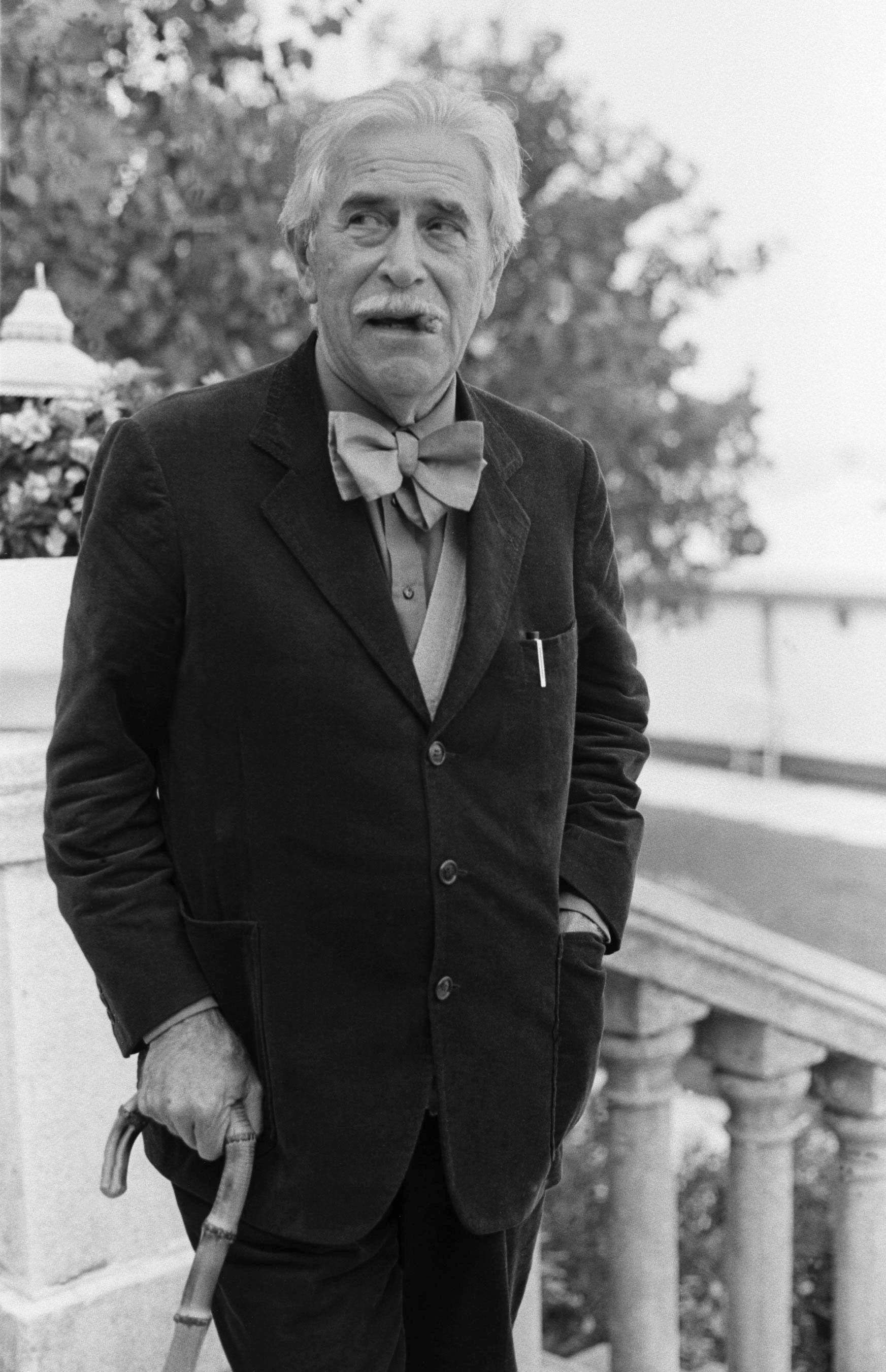
Mario Soldati la Lido di Venezia în ani 1980

Mario Soldati (n. 17 noiembrie 1906, Torino, Italia – d. 19 iunie 1999, Tellaro⁠(d), Lerici, Liguria, Italia) a fost un scriitor și regizor italian. A câștigat Premiul Strega în 1954 pentru Lettere da Capri. A regizat mai multe filme adaptate din romane și a lucrat cu actrițe italiene importante ca Sophia Loren și Gina Lollobrigida.

## Biografie
Originar din Torino, Soldati a urmat Liceo Sociale, o școală iezuită, și a terminat liceul la vârsta de 17 ani. Apoi a studiat științe umaniste la Universitatea din Torino. La acea vreme Universitatea era un focar de activitate intelectuală, iar tânărul Soldati avea să cunoască și să se împrietenească cu activistul și scriitorul Carlo Levi și jurnalistul Giacomo Debenedetti care erau mai în vârstă, studenți în ultimul an. Ulterior a urmat istoria artei la Universitatea din Roma. A început să publice romane în 1929. A obținut cea mai mare remarcare cu America primo amore, publicată în 1935, memorii ale timpului petrecut predând la Universitatea Columbia. A câștigat premii literare pentru opera sa, în special Premiul Strega pentru Lettere da Capri în 1954.
Interesat și de film, Soldati a început să regizeze în 1938. Cele mai cunoscute filme ale sale sunt Piccolo mondo antico (1941) și Malombra (1942) cu Isa Miranda - ambele bazate pe romanele lui Antonio Fogazzaro. Aceste două filme aparțin mișcării de la începutul anilor 1940 din cinematografia italiană cunoscută sub numele de calligrafismo. Alte filme populare au fost Eugenie Grandet, bazat pe romanul lui Balzac, cu Alida Valli; Fuga in Francia (1948); The River Girl (cu Sophia Loren în rol principal) și La provinciale (cu Gina Lollobrigida în rol principal). Soldati a publicat în mod regulat articole în ziare italiene, printre care Il Mondo, Il Corriere della Sera, La Stampa, Avanti, L'Unità și Il Giorno.
A decedat la Lerici în 1999 la 92 de ani.

## Filmografie selectivă

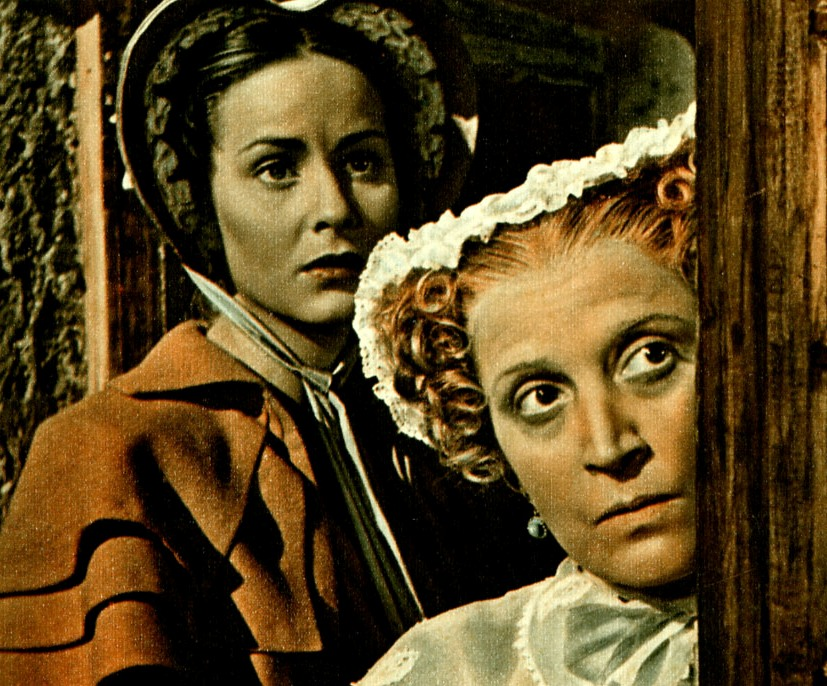
Alida Valli și Giuditta Rissone în Eugenia Grandet (1947)

### Regizor și scenarist
- 1938 Prințesa Tarakanova (La principessa Tarakanova) - regizor al versiunii italiene
- 1938 La signora di Montecarlo - regizor al versiunii italiene
- 1939 Due milioni per un sorriso
- 1939 Tutto per la donna
- 1939 Dora Nelson
- 1941 Piccolo mondo antico
- 1942 Tragica notte
- 1942 Malombra
- 1945 Chi è Dio
- 1945 Quartieri alti
- 1946 Le miserie del signor Travet
- 1947 Eugenie Grandet (Eugenia Grandet)
- 1947 Daniele Cortis
- 1948 Fuga in Francia
- 1950 Quel bandito sono io
- 1950 Botta e risposta
- 1950 Donne e briganti
- 1951 È l'amor che mi rovina
- 1951 O.K. Nerone
- 1952 Il sogno di Zorro
- 1952 Cavalerul fără lege (Le avventure di Mandrin)
- 1952 I tre corsari
- 1952 Jolanda, la figlia del Corsaro Nero
- 1953 La provinciale
- 1954 Il ventaglino
- 1954 La mano dello straniero
- 1954 Femeia râului (La donna del fiume)
- 1956 Patru pași în nori (italiană Era di venerdì 17 / franceză Sous le ciel de Provence)
- 1957 Italia piccola
- 1959 Policarp, maestru caligraf (Policarpo, ufficiale di scrittura)

### Scenarist
- 1931 Figaro e la sua gran giornata, regia Mario Camerini
- 1932 La cantante dell'Opera, regia Nunzio Malasomma
- 1932 La tavola dei poveri, regia Alessandro Blasetti
- 1932 Gli uomini, che mascalzoni..., regia Mario Camerini
- 1933 Acciaio, regia Walter Ruttmann (nemenționat)
- 1933 Cento di questi giorni, regia Augusto și Mario Camerini
- 1933 Giallo, regia Mario Camerini
- 1934 Il cappello a tre punte, regia Mario Camerini
- 1936 Ma non è una cosa seria, regia Mario Camerini
- 1936 Il grande appello, regia Mario Camerini
- 1937 Contessa di Parma, regia Alessandro Blasetti
- 1937 Vânzătorul de ziare (Il signor Max), regia Mario Camerini
- 1937 Stasera alle undici, regia Mario Camerini
- 1938 Voglio vivere con Letizia, regia Camillo Mastrocinque
- 1938 L'orologio a cucù, regia Camillo Mastrocinque
- 1939 Castelli in aria, regia Augusto Genina
- 1939 Il documento, regia Mario Camerini
- 1940 Il peccato di Rogelia Sanchez, regia Carlo Borghesio
- 1942 Un colpo di pistola, regia Renato Castellani
- 1954 Questi fantasmi, regia Eduardo De Filippo
- 1956 Guerra e pace (War and Peace), regia King Vidor
- 1968 I racconti del maresciallo, dramă TV

## Distincții și premii
- În 1954 - Premiul Strega pentru Lettere da Capri
- În 2010 filmul său din 1950 I'm in the Revue a fost prezentat ca parte a unei retrospective despre comedia italiană la cea de-a 67-a ediție a Festivalului Internațional de Film de la Veneția.[13]